# Angola op het wereldkampioenschap voetbal 2006
Angola was een van de deelnemers aan het wereldkampioenschap voetbal 2006. Het nationale team van Angola was een van de elftallen die Afrika op z'n kop zette bij de kwalificatie voor dit WK. In Groep 4 wist het team topfavoriet Nigeria achter zich te laten, waardoor het land debuteerde op het wereldkampioenschap in Duitsland. Angola was niet het enige Afrikaanse land dat voor het eerst in de historie de eindronde wist te bereiken. Ook Togo, Ghana en Ivoorkust slaagden hier in en lieten gevestigde landen als Kameroen, Marokko, Zuid-Afrika en Senegal achter zich.

## Kwalificatie
Ondanks het onverwachte succes begon de kwalificatiereeks dramatisch voor Angola. In de eerste ronde (Afrikaanse Zone) moest het in twee wedstrijden met Tsjaad uitvechten wie uiteindelijk naar de groepsfase zou gaan. De eerste wedstrijd verloor het team met 3-1. Ruim een maand later bleek echter dat juist dat ene uitdoelpunt het lijf van het land zou redden. In eigen huis lukte het Angola met 2-0 te winnen, waardoor het team (op doelsaldo) doorging naar de groepsfase.
Opvallend is dat de speler die met 2 doelpunten een belangrijke rol speelde in deze overwinning - Bruno Mauro - tijdens de rest van de kwalificatie niet meer van zich heeft laten horen en op het WK ook niet van de partij zal zijn.
Voor de groepsfase werd Angola in groep 4 ingedeeld met topfavoriet Nigeria. Dit land wist zich de laatste jaren veelvuldig te kwalificeren voor het Wereldkampioenschap en wordt gezien als een van de grotere landen in het Afrikaanse voetbal. Vanwege het feit dat alleen de eindoverwinning in de groep recht geeft op deelname aan het Wereldkampioenschap leken de kansen voor Angola dus nihil.
Toch wist de ploeg al snel hoge ogen te werpen. De eerste wedstrijd in en tegen Algerije eindigde in een saaie 0-0, maar twee weken later lukte het Angola om Nigeria in eigen huis met 1-0 te verslaan door een doelpunt van Fabrice Akwá. In de loop van de kwalificaties zou vervolgens blijken dat Angola in eigen huis niet te kloppen is (alle thuiswedstrijden werden door het team gewonnen) en ontpopte eerdergenoemde Akwá zich tot de grote held van het normaliter zo nederige voetballand.
Uiteindelijk moest de beslissing in Groep 4 in de allerlaatste speelronde vallen. Zowel Nigeria als Angola stond op dat moment op 18 punten uit 9 wedstrijden. En ondanks het feit dat het doelsaldo van Nigeria positiever was, wist Angola dat een nipte overwinning op Rwanda afdoende zou zijn. In de Afrikaanse Zone geldt immers dat de onderlinge confrontaties tussen twee teams eerder worden meegerekend dan het doelsaldo. Hierdoor waren de 1-0-overwinning in eigen huis en het 1-1 gelijkspel in Nigeria goud waard voor het land.
Met deze wetenschap in het achterhoofd speelde Angola een erg moeilijke wedstrijd. Terwijl Nigeria moeiteloos over Zimbabwe heenwalste (de eindstand was 5-1) had Angola alle nodige moeite met Rwanda. Na meer dan een uur was het uiteindelijk aanvoerder Akwa die zijn cruciale rol binnen het team toonde en voor de 0-1-overwinning zorgde.
Dankzij deze goal lukte het Angola om voor het eerst in de historie plaatsing voor het WK af te dwingen. Met vijf doelpunten in de kwalificatiereeks lukte het Akwa (die in het verleden voor Benfica en Sporting Lissabon speelde) een stempel te drukken op het elftal.

### Wedstrijden

#### Eerste ronde
| 12 oktober 2003  | Tsjaad | 3 - 1 | Angola |
| 16 november 2003 | Angola | 2 - 0 | Tsjaad |

#### Groepsfase
| 5 juni 2004      | Algerije | 0 - 0 | Angola   |
| 20 juni 2004     | Angola   | 1 - 0 | Nigeria  |
| 3 juli 2004      | Gabon    | 2 - 2 | Angola   |
| 5 september 2004 | Angola   | 1 - 0 | Rwanda   |
| 10 oktober 2004  | Angola   | 1 - 0 | Zimbabwe |
| 27 maart 2005    | Zimbabwe | 2 - 0 | Angola   |
| 5 juni 2005      | Angola   | 2 - 1 | Algerije |
| 18 juni 2005     | Nigeria  | 1 - 1 | Angola   |
| 4 september 2005 | Angola   | 3 - 0 | Gabon    |
| 8 oktober 2005   | Rwanda   | 0 - 1 | Angola   |

### Ranglijst
Afrikaanse Zone, Groep 4
| Team     | Pts | Pld | W | D | L | GF | GA | GD  |
| -------- | --- | --- | - | - | - | -- | -- | --- |
| Angola   | 21  | 10  | 6 | 3 | 1 | 12 | 6  | 6   |
| Nigeria  | 21  | 10  | 6 | 3 | 1 | 21 | 7  | 14  |
| Zimbabwe | 15  | 10  | 4 | 3 | 3 | 13 | 14 | -1  |
| Gabon    | 10  | 10  | 2 | 4 | 4 | 11 | 13 | -2  |
| Algerije | 8   | 10  | 1 | 5 | 4 | 8  | 15 | -7  |
| Rwanda   | 5   | 10  | 1 | 2 | 7 | 6  | 16 | -10 |

* Angola plaatst zich voor het WK 2006. Overige landen definitief uitgeschakeld.

## Groep D
De grootste verrassing van de kwalificatie was Angola, dat te sterk was voor Nigeria. Het land had vanaf de jaren zestig tot en met 2002 oorlog gekend en kwalificatie voor het grootste voetbaltoernooi was een welkome opsteker. De eerste wedstrijd was tegen de voormalige kolonisator Portugal, een vriendschappelijke wedstrijd liep ooit volledig uit de hand. Het werd al snel 1-0 door een doelpunt van Pauleta, Portugal was veel sterker vooral dankzij de opgefleurde veteraan Luis Figo, maar verder hield Angola de schade beperkt. Tegen Mexico bleef het 0-0. Een stunt was in de maak toen Angola met 1-0 voor kwam tegen het al uitgeschakelde Iran en aangezien Mexico met 2-1 achter stond tegen het al geplaatste Portugal had Angola nog twee doelpunten nodig om opnieuw voor een stunt te zorgen. Het sprookje ging echter uit toen Iran gelijk maakte en Mexico en Portugal gingen door naar de achtste finales.
| Land     | Wed | Win | Gel | Ver | DV | DT | +/− | Pnt |
| -------- | --- | --- | --- | --- | -- | -- | --- | --- |
| Portugal | 3   | 3   | 0   | 0   | 5  | 1  | 4   | 9   |
| Mexico   | 3   | 1   | 1   | 1   | 4  | 3  | 1   | 4   |
| Angola   | 3   | 0   | 2   | 1   | 1  | 2  | –1  | 2   |
| Iran     | 3   | 0   | 1   | 2   | 2  | 6  | –4  | 1   |

|                                               |                          |       |                  |                                                                                     |
| 11 juni 2006 «onderlinge duels» 18:00 (UTC+2) | Mexico                   | 3 – 1 | Iran             | easyCredit-Stadion, Neurenberg Toeschouwers: 41.000 Scheidsrechter: Roberto Rosetti |
| 11 juni 2006 «onderlinge duels» 18:00 (UTC+2) | Bravo 28', 76' Sinha 79' |       | 36' Golmohammadi | easyCredit-Stadion, Neurenberg Toeschouwers: 41.000 Scheidsrechter: Roberto Rosetti |

|                                               |        |            |          |                                                                                  |
| 11 juni 2006 «onderlinge duels» 21:00 (UTC+2) | Angola | 0 – 1      | Portugal | RheinEnergieStadion, Keulen Toeschouwers: 45.000 Scheidsrechter: Jorge Larrionda |
| 11 juni 2006 «onderlinge duels» 21:00 (UTC+2) |        | 4' Pauleta |          | RheinEnergieStadion, Keulen Toeschouwers: 45.000 Scheidsrechter: Jorge Larrionda |

|                                               |        |       |        |                                                                         |
| 16 juni 2006 «onderlinge duels» 21:00 (UTC+2) | Mexico | 0 – 0 | Angola | AWD-Arena, Hannover Toeschouwers: 43.000 Scheidsrechter: Shamsul Maidin |
| 16 juni 2006 «onderlinge duels» 21:00 (UTC+2) |        |       |        | AWD-Arena, Hannover Toeschouwers: 43.000 Scheidsrechter: Shamsul Maidin |

|                                               |                                |       |      |                                                                               |
| 17 juni 2006 «onderlinge duels» 15:00 (UTC+2) | Portugal                       | 2 – 0 | Iran | Commerzbank-Arena, Frankfurt Toeschouwers: 48.000 Scheidsrechter: Éric Poulat |
| 17 juni 2006 «onderlinge duels» 15:00 (UTC+2) | Deco 63' C. Ronaldo 80' (pen.) |       |      | Commerzbank-Arena, Frankfurt Toeschouwers: 48.000 Scheidsrechter: Éric Poulat |

|                                               |                             |       |             |                                                                                |
| 21 juni 2006 «onderlinge duels» 16:00 (UTC+2) | Portugal                    | 2 – 1 | Mexico      | Veltins-Arena, Gelsenkirchen Toeschouwers: 52.000 Scheidsrechter: Ľuboš Micheľ |
| 21 juni 2006 «onderlinge duels» 16:00 (UTC+2) | Maniche 6' Simão 24' (pen.) |       | 29' Fonseca | Veltins-Arena, Gelsenkirchen Toeschouwers: 52.000 Scheidsrechter: Ľuboš Micheľ |

|                                               |                    |       |            |                                                                          |
| 21 juni 2006 «onderlinge duels» 16:00 (UTC+2) | Iran               | 1 – 1 | Angola     | Zentralstadion, Leipzig Toeschouwers: 38.000 Scheidsrechter: Mark Shield |
| 21 juni 2006 «onderlinge duels» 16:00 (UTC+2) | Bakhtiarizadeh 75' |       | 60' Flávio | Zentralstadion, Leipzig Toeschouwers: 38.000 Scheidsrechter: Mark Shield |

## Wedstrijden gedetailleerd
WK voetbal 2006 (Groep D) Angola - Portugal
WK voetbal 2006 (Groep D) Mexico - Angola
WK voetbal 2006 (Groep D) Iran - Angola
FAF · A-internationals · Bondscoaches · Statistieken · Angolees vrouwenelftal · Olympisch elftal · Angola U21 · Angola U20 · Angola U19 · Angola U18 · Angola U17
1980 – 1989 · 
1990 – 1999 · 
2000 – 2009 · 
2010 – 2019 ·
2020 − 2029
WK 2006
1977 · 
1978 · 1979 · 
1980 · 
1981 · 
1982 · 
1983 · 
1984 · 
1985 · 
1986 · 
1987 · 
1988 · 
1989 · 
1990 · 
1991 · 
1992 · 
1993 · 
1994 · 
1995 · 
1996 · 
1997 · 
1998 · 
1999 · 
2000 · 
2001 · 
2002 · 
2003 · 
2004 · 
2005 · 
2006 · 
2007 · 
2008 · 
2009 · 
2010 · 
2011 · 
2012 · 
2013 · 
2014 ·
2015 ·
2016 ·
2017 ·
2018 ·
2019 ·
2020 ·
2021 ·
2022 ·
2023 ·
2024
Algerije ·
Argentinië ·
Bahrein ·
Benin ·
Botswana ·
Burkina Faso ·
Burundi ·
Centraal-Afrikaanse Republiek ·
Comoren ·
Congo-Brazzaville ·
Congo-Kinshasa ·
Cuba ·
Egypte ·
Equatoriaal-Guinea ·
Eritrea ·
Estland ·
Ethiopië ·
Gabon ·
Gambia ·
Ghana ·
Guinee ·
Guinee-Bissau ·
Iran ·
Ivoorkust ·
Japan ·
Kaapverdië ·
Kameroen ·
Kenia ·
Lesotho ·
Letland ·
Liberia ·
Libië ·
Madagaskar ·
Malawi ·
Mali ·
Malta ·
Marokko ·
Mauritanië ·
Mauritius ·
Mexico ·
Mozambique ·
Namibië ·
Niger ·
Nigeria ·
Noord-Macedonië ·
Oeganda ·
Portugal ·
Rwanda ·
Sao Tomé en Principe ·
Saoedi-Arabië ·
Senegal ·
Seychellen ·
Sierra Leone ·
Soedan ·
Swaziland ·
Tanzania ·
Togo ·
Tsjaad ·
Tunesië ·
Turkije ·
Uruguay ·
Venezuela ·
Verenigde Arabische Emiraten ·
Zaïre ·
Zambia ·
Zimbabwe ·
Zuid-Afrika ·
Zuid-Korea
Iran (2006) ·
Mexico (2006) ·
Portugal (2006)
1. ↑  https://www.nieuwsblad.be/cnt/g7jt3pu0
2. ↑  https://www.nieuwsblad.be/cnt/gtptd5qt
3. ↑  https://www.theguardian.com/football/2001/nov/15/newsstory.sport13
4. ↑  https://www.trouw.nl/nieuws/portugal-heeft-weinig-moeite-met-angola~b40be0bc/
5. ↑  https://www.trouw.nl/nieuws/mexico-en-angola-komen-niet-tot-scoren~bcaec8c9/
6. ↑  http://www.chinadaily.com.cn/sports/2006-06/21/content_622865_2.htm